# Edith Abbott
Edith Abbott (26 de septiembre de 1876-28 de julio de 1957) fue una economista, trabajadora social, educadora, y escritora estadounidense.
Abbott era aborigen de Grand Island (Nebraska).
Edith Abbott fue una pionera en la profesión de trabajo social con una formación académica en economía. Fue una activista líder en reforma social con los ideales que el humanitarismo necesitaba incrustarse en la educación.
Abbott también estuvo a cargo de implementar estudios sobre trabajo social, a nivel de posgrado. Aunque se encontró con la resistencia en su trabajo con la reforma social en la Universidad de Chicago, finalmente tuvo éxito y fue elegida como la decana de la Escuela en 1924, convirtiéndola en la primera mujer decana en EE. UU. Abbott era principalmente una educadora; y, vio su trabajo como una combinación de estudios jurídicos y trabajo humanitario que se muestra en su legislación de seguridad social. Fue conocida como una economista que siguió la implementación del trabajo social a nivel de posgrado. Su hermana menor era Grace Abbott.
“El trabajo social nunca se convertirá en una profesión, excepto a través de las escuelas profesionales”

## Biografía
Edith nació en 1876 en Grand Island, Nebraska. Fueron sus padres: Othman Abbott, abogado y primer Teniente Gobernador de Nebraska (1877–1879); y Elizabeth Griffin, una líder abolicionista y sufragista. Ambos padres inculcaron en Edith y en su hermana los valores de los derechos de las mujeres, la igualdad y la reforma social. Grace, la inspiró en su trabajo futuro. Grace Abbott tuvo muchos logros trabajando como trabajadora social, reformadora de la legislación laboral infantil y jefa de la Oficina de la Niñez de Estados Unidos (1921–1934), también trabajando con Edith en muchos proyectos profesionales diferentes, durante sus carreras.

### Educación
En 1893, Abbott se graduó de la Escuela Brownell Hall, un internado para niñas en Omaha (Nebraska). Sin embargo, su familia no pudo permitirse el lujo de enviarla a la universidad debido a las consecuencias de una sequía que golpeó a Nebraska; y, que finalmente los llevó a una depresión económica. En lugar de ir a la universidad inmediatamente, Abbott comenzó a enseñar en la escuela media en Grand Island, Nebraska.
Determinada a recibir una educación universitaria, Abbott tomó cursos por correspondencia y clases nocturnas hasta que pudo inscribirse en la Universidad de Nebraska, recibiendo en 1901, su licenciatura; continuando enseñando durante dos años más y finalmente se le concedió una beca para la Universidad de Chicago. Mientras estaba en la Universidad de Chicago, trabajando en su doctorado, conoció a la activista y profesora Sophonisba Breckinridge. En 1905, obtuvo su doctorado en economía política en. Luego, Abbott y Breckinridge publicarían múltiples estudios mientras estaba en la Escuela de Cívica y Filantropía de Chicago. En 1905, Abbott se graduó, recibiendo ahora su Ph.D. en economía.

### Carrera temprana
Abbott, en 1907, tomó un profesorado enseñando economía en el Wellesley College. Aunque su trabajo en Wellesley era muy apreciado para una mujer con dos doctorados, ella deseaba regresar a Chicago. Y, en 1908, tuvo su oportunidad, cuando Sophonisba Breckinridge, entonces Directora de Investigación Social en la independiente Escuela de Cívica y Filantropía de Chicago, le ofreció un trabajo enseñando estadística en el Departamento de Investigación Social.
La asociación profesional de larga duración, entre Abbott y Breckinridge, comenzó durante sus años juntos en la Escuela de Cívica y Filantropía. Compartieron un interés común en las investigaciones estadísticas detalladas, de los problemas sociales contemporáneos, convencidas de que podrían utilizarlas para impulsar la promoción de la reforma. Durante los primeros doce años de su colaboración en el Departamento de Investigación Social, produjeron conjuntamente "El problema de la vivienda en Chicago", que consistió en diez artículos en el American Journal of Sociology (1910-15) informando los resultados de su gran encuesta de las condiciones de vivienda en Chicago. Un estudio de seguimiento, The Tenements of Chicago, 1908-1935, se publicó en 1936; El niño delincuente y el hogar (1912), Un estudio del tribunal de menores de Chicago; y Ausentismo e Incumplimiento en las Escuelas de Chicago (1917), una investigación que los llevó a apoyar la asistencia escolar obligatoria y la legislación sobre el trabajo infantil. En 1927, en dedicación a los "intereses científicos y profesionales del trabajo social", Abbott y Breckinridge establecieron conjuntamente el distinguido periódico académico Social Service Review, publicado por la University of Chicago Press.
En 1920, con los esfuerzos conjuntos de Abbott y Breckinridge, la Junta de Fideicomisarios de Universidad de Chicago votó a favor de cambiar el nombre de la "Facultad de Administración de Servicios Sociales" de la "Escuela de Graduados" de la Universidad de Chicago. Fue la primera escuela de posgrado de trabajo social en el país afiliada a una importante universidad de investigación. Abbott fue contratada como profesora asociada de economía social; y, nombrada decana en 1924. Se convirtió así, en la primera mujer estadounidense en ser decana de una Escuela de postgrado de EE. UU. Abbott, junto con Breckinridge, transformó el campo del trabajo social al enfatizar la importancia de la educación formal en el trabajo social y la necesidad de incluir la experiencia de campo como parte de la capacitación. Diseñaron un plan de estudios que enfatizaba en gran medida, a las estadísticas sociales como causas históricas, legales, económicas y políticas de raíz de los problemas sociales y los esfuerzos hacia el bienestar público. Además, lucharon por el estatus profesional del trabajo social. En 1931, Abbott recopiló muchos de sus documentos, discursos y discursos sobre la educación en servicios sociales y creó un solo volumen titulado "Bienestar Social y Educación Profesional" (1931, revisado y ampliado en 1942).
Abbott centró su atención, en sus alumnos, para retratar los principios básicos que pueden transmitirse a los estudiantes. Ella declaró que esos principios deben derivarse de "un examen crítico de los métodos utilizados para producir ciertos resultados y una búsqueda igualmente de las causas del fracaso y el éxito aparentes". Abbott derivó un plan de estudios para estudiantes que deseaban una carrera en trabajo social.

### Carrera posterior
Abbott fue una prominente experta en inmigración, trabajando en reformas que terminarían con la explotación de los inmigrantes. Fue nombrada presidenta del Comité contra el Crimen y los extranjeros nacidos del Comisión Wickersham Nacional de Observancia y Ejecución de la Ley (1929–31).
Muchas de las contribuciones durante la carrera de Abbott, estuvieron dedicadas a abordar la reforma de la asistencia social y la adopción de normas más humanas para el tratamiento del bienestar. En 1926, Abbott ayudó a establecer la "Oficina de Bienestar Público del Condado de Cook". Abbott y Breckinridge fundaron la revista "Social Service Review" en 1927, que, administrado por la Universidad de Chicago, "se compromete a examinar las políticas y prácticas de bienestar social y evaluar sus efectos". Durante la Gran Depresión, Edith Abbott trabajó junto a su hermana para combatir una amplia gama de males sociales, desde el maltrato de inmigrantes hasta los abusos del trabajo infantil. En 1935, Abbott ayudó a redactar la Ley de Seguridad Social.
Edith Abbott pasó sus últimos años viviendo con su familia, en su casa en Grand Island, Nebraska, donde murió de neumonía en 1957. Dejó la mayor parte de su patrimonio en la Biblioteca Pública de Grand Island. También dejó un fideicomiso para una colección de libros de no ficción, en memoria de su madre, Elizabeth Abbott. En el momento de la muerte de Edith Abbott en 1957, Wayne McMillen de Social Service Review escribió: 

"La historia incluirá su nombre entre los pocos líderes que han hecho contribuciones duraderas al campo de la educación. Además, con ella, el trabajo social ahora ha tomado su lugar como una profesión establecida. Ella, más que cualquier otra persona, dio dirección a la educación requerida para esa profesión. La posteridad no olvidará logros como estos".

## Obra

### Algunas publicaciones

#### Women in Industry (Mujeres en la Industria)(1910)
Inspirada por su pregunta sobre el "historial de compensación" de las mujeres en la fuerza de trabajo, Abbott trabajó en colaboración con Breckinridge, quien hizo un gran trabajo con la legalidad y el estatus económico de las mujeres para escribir Mujeres en la Industria. El libro fue un hito en los escritos de economía feminista. En última instancia, Mujeres en la Industria analizaron los salarios y la historia laboral desde un punto de vista económico, al tiempo que mantenían las causas sociales en el centro de su investigación..

#### The Delinquent Child and the Home (El niño delincuente y su hogar)(1912)
"El niño delincuente y el hogar: un estudio de las salas de delincuentes de la Corte Juvenil de Chicago" se publicó en 1912. Es otro estudio colaborativo realizado por Abbott y su colega Breckinridge. El estudio trata de la corte en su relación con las familias y hogares de los que provienen los pabellones delincuentes. Se considera un trabajo importante en el campo de la delincuencia juvenil, que a su vez defiende con fuerza el juzgado de menores.

#### The Real Jail Problem (El verdadero problema de la cárcel)(1915)
El libro de Edith Abbott, "The Real Jail Problem" (El verdadero problema de la cárcel), discute los problemas con el sistema de encarcelamiento del Condado de Cook, y las malas condiciones que enfrentan, de quienes están encarcelados. En su libro, Abbott analiza los problemas del encarcelamiento y cómo esto lleva al sufrimiento y la humillación de quienes han sido encarcelados. Y, los problemas que señaló de aquellos que fueron encarcelados porque no pudieron pagar la fianza, los que están determinados como culpables y los que enfrentan un encarcelamiento a largo plazo. Este trabajo ayudó a analizar elementos específicos del sistema de justicia penal y definió los problemas sociales asociados con el encarcelamiento.

### Ausentismo escolar y no asistencia en las escuelas de Chicago(1917)
"Truancy and non-attendance in the Chicago school; a study of the social aspects of the compulsory education and child labor legislation of Illinois" (Ausentismo escolar y falta de asistencia en la escuela de Chicago; un estudio de los aspectos sociales de la legislación sobre educación obligatoria y trabajo infantil de Illinois) fue publicado en 1917 por University of Chicago Press. Abbott y su colega Sophonisba Preston Breckinridge fueron coautoras del estudio, mientras investigaban en la Escuela de Cívica y Filantropía de la Universidad de Chicago. Abbott y Breckinridge examinaron la falta de asistencia durante el período de asistencia obligatoria y la falta de cumplimiento de las leyes de trabajo infantil. El estudio también fue una continuación del trabajo anterior de Abbott y Breckinridge que examina las salas del Tribunal Juvenil del Condado de Cook.

## Honores

### Eponimia
- La Biblioteca Edith Abbott Memorial, en Grand Island, Nebraska, la honra con su epónimo.